# Schloitzbach
Der Schloitzbach ist ein linker Zufluss zur Wilden Weißeritz in Tharandt, Sachsen.

## Verlauf
Der Schloitzbach entspringt südöstlich von Braunsdorf im Meißner Hochland. Im Oberlauf fließt der Bach, teilweise verrohrt, zunächst nach Westen und wird am Steinhügel verröscht durch das stillgelegte Kalkwerk Braunsdorf geleitet.
Anschließend fließt der Schloitzbach, begleitet von der Staatsstraße 192, mit südlicher Richtung durch ein überwiegend bewaldetes Muldental und erreicht am Ende des Hintergersdorfer Schenkweges, als Ausläufer der Erbgerichtsgasse, die Gemarkung Tharandt. Sein weiterer Lauf führt vorbei an der Klippermühle und dem Friedhof Tharandt in das Granatental. Östlich des Bergrückens Ziegenleite, der seit 1903 auch Bismarckhöhe genannt wird, setzt die städtische Bebauung des vom Schloitzbach durchflossenen Kerbsohlentales ein. Im Talabschnitt zwischen dem Eichhübel (320 m) und der Bastei sowie der Weißiger Höhe ist der Schloitzbach zu beiden Seiten von den Fahrspuren der Roßmäßler-Straße eingefasst. Am nördlichen Fuße des Schloßberges fließt der Bach über den Tharandter Markt und ändert in einer Schleife seine Richtung nach Nordosten. Der letzte Abschnitt des Baches führt durch das Tal zwischen dem Schloßberg und dem Stiefel nach Südosten. Nach 5,3 km mündet der Schloitzbach gegenüber dem Cotta-Bau der Forstliche Hochschule Tharandt in die Wilde Weißeritz.

## Zuflüsse
- Bach aus dem Gründchen (r)
- Eichelgrundbach (r)
- Scheibenbach (r)
- Großopitzbach (l)
- Bach aus dem Schrammrig (l)
- Ochsengrundbach (r)
- Bach aus der Schützentelle (l)
- Amtsdellenbach (l)
- Todbach (r)
- Zeisigbach (r)
- Stufengründelbach (l)
- Mühlgraben (r)

## Hochwasser
Am 5. Juli 1958 führte ein schwerer Gewitterregen zu einer Sturzflut des Schloitzbaches, bei der ein Feuerwehrmann und der Hausmeister der Forsthochschule in den Fluten starben.
Starkniederschläge vom 31. Mai bis 4. Juni 2013 führten zu einem Hochwasser am Schloitzbach und seinen Zuflüssen. Am Bachbett des Schloitzbaches, dem Fröschelteich am Ochsengrundbach und Wegen auf der Opitzer Höhe entstanden Schäden von ca. 1,25 Mio. €.